# Коваль Володимир Олександрович
Володимир Олександрович Коваль (21 лютого 1946) — український дипломат. Надзвичайний і Повноважний Посол України. Доктор технічних наук. Професор. Заслужений діяч науки і техніки України.

## Біографія
Народився 21 лютого 1946 року в селі Стадниця Тетіївського району на Київщині. У 1969 закінчив Львівський політехнічний інститут, інженер-конструктор-технолог радіоапаратури. У 1979 закінчив Аспірантуру Ленінградського електротехнічного інституту.
1964—1969 — студент, Львівський політехнічний інститут;
1969—1996 — асистент, старший викладач, доцент, професор, завідувач кафедри Львівського політехнічного інституту;
1972—1975 — аспірант Ленінградського електротехнічного інституту ім. В. І. Ульянова (Леніна);
1979—1980 — запрошений дослідник (англ. visiting Researcher), Університет Карнегі-Меллон, Піттсбург, США;
1993—1994 — запрошений професор (англ. visiting Professor), Університет Карнегі-Меллон, Піттсбург, США;
1996—2000 — радник з питань науки і технології Посольства України в Сполученому Королівстві Великої Британії та Північної Ірландії;
2000—2002 — начальник Управління інформаційних технологій, МЗС України;
З 14.02.2002 по 11.12.2006 — Надзвичайний і Повноважний Посол України в Сирійській Арабській Республіці;
2007—2009 — директор Департаменту інформаційної політики, МЗС України;
З 03.06.2009  по 31.03.2014 — Надзвичайний і Повноважний Посол України в Ліванській Республіці;
З 2014 — директор Центру міжнародної освіти, Національний технічний університет України «Київський політехнічний інститут імені Ігоря Сікорського».
Володіє іноземними мовами: англійська, польська.

## Дипломатичний ранг
- Надзвичайний і Повноважний Посол (Україна)

## Наукова діяльність
- 1994 — Член Академії наук Нью-Йорка;
- 1992 — Член Інженерної Академії наук України;
- 1994 — Заслужений діяч науки і техніки України;
- 1995 — Експерт Європейської Комісії;
- 1985 — Професор;
- 1985 — Доктор технічних наук;
- 1977 — Доцент;
- 1975 — Кандидат технічних наук.

## Автор
- понад 130 наукових праць

## Родина
- одружений; одна донька